# Afterglow (álbum de Electric Light Orchestra)
Afterglow es la primera caja recopilatoria del grupo británico Electric Light Orchestra, publicado por la compañía discográfica Epic Records en 1990. La caja contó con notas escritas por el crítico musical y editor Ira Robbins, de Trouser Press.

## Resumen
Afterglow mezcla los éxitos del grupo con canciones menos conocidas de su catálogo musical, así como caras B de sencillos nunca publicados anteriormente en un álbum. Incluyó gran parte de las canciones de la primera versión de Secret Messages (1983) antes de ser condensada en un álbum sencillo, así como caras B de los sencillos extraídos de Balance of Power (1986).
Los discos de la caja recopilatoria fueron etiquetados con las letras «E», «L» y «O», cada uno de ellos cubriendo diferentes etapas del grupo: el primer álbum incluyó una selección de canciones de los álbumes The Electric Light Orchestra (1971), ELO 2 (1973), On the Third Day (1973) y Eldorado (1974). El segundo, etiquetado como «L», incluyó canciones de Face the Music (1975), A New World Record (1976), Out of the Blue (1977) y Discovery (1979). Por otra parte, el tercer disco, etiquetado con la letra «O», incluyó canciones de los álbumes Time (1981), Secret Messages (1983) y Balance of Power (1986). Canciones de la banda sonora de Xanadu (1980) fueron omitidas del recopilatorio.
La canción «Destination Unkown», previamente publicada como cara B del sencillo «Calling America», fue publicada como sencillo promocional en CD.

## Lista de canciones
Todas las canciones escritas por Jeff Lynne excepto «Roll Over Beethoven» de Chuck Berry.
Disco uno
1. "10538 Overture"  – 5:32
2. "Mr. Radio"  – 5:04
3. "Kuiama"  – 11:19
4. "In Old England Town (Boogie No. 2)" – 6:54
5. "Mama"  – 7:03
6. "Roll Over Beethoven"  – 8:08
7. "Bluebird Is Dead"  – 4:24
8. "Ma-Ma-Ma Belle"  – 3:52
9. "Showdown"  – 4:07
10. "Can't Get It Out of My Head"  – 4:25
11. "Boy Blue"  – 5:20
12. "One Summer Dream"  – 5:47

Disco dos
1. "Evil Woman"  – 4:18
2. "Tightrope"  – 5:03
3. "Strange Magic"  – 4:29
4. "Do Ya"  – 3:44
5. "Nightrider"  – 4:22
6. "Waterfall"  – 4:10
7. "Rockaria!" – 3:14
8. "Telephone Line"  – 4:39
9. "So Fine"  – 3:54
10. "Livin' Thing"  – 3:31
11. "Mr. Blue Sky"  – 3:47
12. "Sweet Is the Night"  – 3:27
13. "Turn to Stone"  – 3:48
14. "Sweet Talkin' Woman"  – 3:48
15. "Steppin' Out"  – 4:38
16. "Midnight Blue"  – 4:17
17. "Don't Bring Me Down"  – 4:03

Disco tres
1. "Prologue"  – 1:16
2. "Twilight"  – 3:33
3. "Julie Don't Live Here"  – 3:40
4. "Shine a Little Love"  – 4:39
5. "When Time Stood Still"  – 3:33
6. "Rain Is Falling"  – 2:57
7. "Bouncer"  – 3:13 (previamente publicada en Estados Unidos)
8. "Hello My Old Friend"  – 7:51 (previamente inédita)
9. "Hold on Tight"  – 3:06
10. "Four Little Diamonds"  – 4:08
11. "Mandalay"  – 5:19 (previamente inédita)
12. "Buildings Have Eyes"  – 3:55 (previamente inédita en Estados Unidos)
13. "So Serious"  – 2:39
14. "A Matter of Fact"  – 3:58 (previamente inédita en Estados Unidos)
15. "No Way Out"  – 3:23 (previamente inédita)
16. "Getting to the Point"  – 4:28
17. "Destination Unknown"  – 4:05 (previamente inédita en Estados Unidos)
18. "Rock 'n' Roll Is King"  – 3:07

## Personal
- Jeff Lynne voz y guitarras
- Bev Bevan: batería y percusión
- Richard Tandy: teclados y guitarra
- Kelly Groucutt: bajo y coros (de 1974 en adelante)
- Mike de Albuquerque: bajo (hasta 1974)
- Mik Kaminski: violín
- Wilfred Gibson: violín (temas 3, 4, 5, 6, 8 y 9 en disco uno)
- Mike Edwards: chelo (hasta1974)
- Melvyn Gale: chelo (de 1975 en adelante)
- Hugh McDowell: chelo
- Colin Walker: chelo (temas 3, 4, 5 y 6 en disco uno)
- Marc Bolan: guitarra (en "Ma-Ma-Ma Belle")
- Roy Wood: voz, guitarras, chelo, bajo e instrumentos de viento (temas 1, 2 y 4 del disco uno)